# Isotopen van darmstadtium
Het chemisch element darmstadtium (Ds), met een atoommassa van ongeveer 281 u, bezit geen stabiele isotopen en wordt dus geclassificeerd als radioactief element. De 8 radio-isotopen zijn onstabiel en hebben een relatief korte halfwaardetijd (de meeste minder dan een seconde).
In de natuur komt geen darmstadtium voor: alle isotopen zijn synthetisch bereid in een laboratorium. De eerste synthetische isotoop was 269Ds, in 1994.
De kortstlevende isotoop van darmstadtium is 267Ds, met een halfwaardetijd van ongeveer 3 microseconden. De langstlevende is 281Ds, met een halfwaardetijd van 9,6 seconden.

## Overzicht
| Nuclide | Z (p)             | N (n)             | Isotopische massa (u) | Halveringstijd | Radioactief verval                                                                 | Kernspin |
| Nuclide | Excitatie-energie | Excitatie-energie | Excitatie-energie     | Halveringstijd | Radioactief verval                                                                 | Kernspin |
| ------- | ----------------- | ----------------- | --------------------- | -------------- | ---------------------------------------------------------------------------------- | -------- |
| 267Ds   | 110               | 157               | 267,14434(39)         | 3 µs           |                                                                                    | 9/2+     |
| 269Ds   | 110               | 159               | 269,14512(15)         | 230(110) µs    | {\displaystyle {\ce {{^{269}_{110}Ds}->{^{265}_{108}Hs}+\,_{2}^{4}\alpha }}}       | 3/2+     |
| 270Ds   | 110               | 160               | 270,14472(31)         | 160(100) µs    | {\displaystyle {\ce {{^{270}_{110}Ds}->{^{266}_{108}Hs}+\,_{2}^{4}\alpha }}}       | 0+       |
| 270mDs  | 1140(70) keV      | 1140(70) keV      | 1140(70) keV          | 10(6) ms       | {\displaystyle {\ce {{^{270m}_{110}Ds}->{^{266}_{108}Hs}+\,_{2}^{4}\alpha }}}      | (10−)    |
| 271Ds   | 110               | 161               | 271,14606(11)         | 210(170) ms    | {\displaystyle {\ce {{^{271}_{110}Ds}->{^{267}_{108}Hs}+\,_{2}^{4}\alpha }}}       | 11/2−    |
| 271mDs  | 29(29) keV        | 29(29) keV        | 29(29) keV            | 1,3(5) ms      | {\displaystyle {\ce {{^{271m}_{110}Ds}->{^{267}_{108}Hs}+\,_{2}^{4}\alpha }}}      | 9/2+     |
| 273Ds   | 110               | 163               | 273,14886(14)         | 0,17 ms        | {\displaystyle {\ce {{^{273}_{110}Ds}->{^{269}_{108}Hs}+\,_{2}^{4}\alpha }}}       | 13/2−    |
| 277Ds   | 110               | 167               | 277,15565(104)        | 5 s            | {\displaystyle {\ce {{^{277}_{110}Ds}->{^{273}_{108}Hs}+\,_{2}^{4}\alpha }}}       | 11/2+    |
| 279Ds   | 110               | 169               | 279,15886(80)         | 0,18 s         | SS (90%)                                                                           |          |
| 279Ds   | 110               | 169               | 279,15886(80)         | 0,18 s         | {\displaystyle {\ce {{^{279}_{110}Ds}->{^{275}_{108}Hs}+\,_{2}^{4}\alpha }}} (10%) |          |
| 281Ds   | 110               | 171               | 281,16206(78)         | 9,6 s          | SS (94%)                                                                           | 3/2+     |
| 281Ds   | 110               | 171               | 281,16206(78)         | 9,6 s          | {\displaystyle {\ce {{^{277}_{110}Ds}->{^{273}_{108}Hs}+\,_{2}^{4}\alpha }}} (6%)  | 3/2+     |
| 281mDs  |                   |                   |                       |                | {\displaystyle {\ce {{^{277m}_{110}Ds}->{^{273}_{108}Hs}+\,_{2}^{4}\alpha }}}      |          |

## Overzicht van isotopen per element
|             | 1           |             |                                              |                                              |                                              |                                              |                                              |                                              |                                              |                                              |                                              |                                              |    |    |    |    |    | 18 |
| 1           | H           | 2           | Periodiek systeem                            | Periodiek systeem                            | Periodiek systeem                            | Periodiek systeem                            | Periodiek systeem                            | Periodiek systeem                            | Periodiek systeem                            | Periodiek systeem                            | Periodiek systeem                            | Periodiek systeem                            | 13 | 14 | 15 | 16 | 17 | He |
| 2           | Li          | Be          | De links verwijzen naar isotopen per element | De links verwijzen naar isotopen per element | De links verwijzen naar isotopen per element | De links verwijzen naar isotopen per element | De links verwijzen naar isotopen per element | De links verwijzen naar isotopen per element | De links verwijzen naar isotopen per element | De links verwijzen naar isotopen per element | De links verwijzen naar isotopen per element | De links verwijzen naar isotopen per element | B  | C  | N  | O  | F  | Ne |
| 3           | Na          | Mg          | 3                                            | 4                                            | 5                                            | 6                                            | 7                                            | 8                                            | 9                                            | 10                                           | 11                                           | 12                                           | Al | Si | P  | S  | Cl | Ar |
| 4           | K           | Ca          | Sc                                           | Ti                                           | V                                            | Cr                                           | Mn                                           | Fe                                           | Co                                           | Ni                                           | Cu                                           | Zn                                           | Ga | Ge | As | Se | Br | Kr |
| 5           | Rb          | Sr          | Y                                            | Zr                                           | Nb                                           | Mo                                           | Tc                                           | Ru                                           | Rh                                           | Pd                                           | Ag                                           | Cd                                           | In | Sn | Sb | Te | I  | Xe |
| 6           | Cs          | Ba          | ↓                                            | Hf                                           | Ta                                           | W                                            | Re                                           | Os                                           | Ir                                           | Pt                                           | Au                                           | Hg                                           | Tl | Pb | Bi | Po | At | Rn |
| 7           | Fr          | Ra          | ↓↓                                           | Rf                                           | Db                                           | Sg                                           | Bh                                           | Hs                                           | Mt                                           | Ds                                           | Rg                                           | Cn                                           | Nh | Fl | Mc | Lv | Ts | Og |
|             |             |             |                                              |                                              |                                              |                                              |                                              |                                              |                                              |                                              |                                              |                                              |    |    |    |    |    |    |
| Lanthaniden | Lanthaniden | Lanthaniden | La                                           | Ce                                           | Pr                                           | Nd                                           | Pm                                           | Sm                                           | Eu                                           | Gd                                           | Tb                                           | Dy                                           | Ho | Er | Tm | Yb | Lu |    |
| Actiniden   | Actiniden   | Actiniden   | Ac                                           | Th                                           | Pa                                           | U                                            | Np                                           | Pu                                           | Am                                           | Cm                                           | Bk                                           | Cf                                           | Es | Fm | Md | No | Lr |    |

267Ds · 268Ds · 269Ds · 270Ds · 270mDs · 271Ds · 271mDs · 272Ds · 273Ds · 274Ds · 275Ds · 276Ds · 277Ds · 278Ds · 279Ds · 280Ds · 281Ds · 281mDs